# Нагорный, Григорий Фёдорович
Григо́рий Фёдорович Наго́рный (5 декабря 1925, Прончаки, Барановичский повет, Новогрудское воеводство, Польша — 3 ноября 1963, Барановичи, Брестская область) — советский военнослужащий, участник Великой Отечественной войны, полный кавалер ордена Славы, пулеметчик; заместитель командира стрелкового отделения 1350-го стрелкового полка 234-й стрелковой дивизии, красноармеец.

## Биография
Родился 5 декабря 1925 года в деревне Прончаки Ляховичского района Брестской области Белоруссии в крестьянской семье. Белорус. Образование среднее. Крестьянствовал.
В Красной Армии и на фронте в Великую Отечественную войну с сентября 1944 года.
Пулеметчик 1350-го стрелкового полка красноармеец Григорий Нагорный 21 января 1945 года в бою на подступах к городу Тютц незаметно подобрался к вражескому дзоту и забросал его гранатами, обеспечив продвижение вперёд своих подразделений. В этом же бою уничтожил двух противников и троих взял в плен.
Приказом по 234-й стрелковой дивизии № 013 от 21 января 1945 года сразу после боя красноармеец Нагорный Григорий Фёдорович награждён орденом Славы 3-й степени.
Заместитель командира стрелкового отделения 1350-го стрелкового полка красноармеец Григорий Нагорный 26 февраля 1945 года в бою за населённый пункт Швансьбек, расположенный в 69-и километрах севернее германского города Ландсберг, наступая в цепи стрелков, из пулемета сразил до десяти противников, гранатами разбил две огневые точки.
1-2 марта 1945 года при прорыве обороны неприятеля у населённого пункта Иахан, расположенного в 62-х километрах севернее Ландсберга, красноармеец Нагорный метким огнём истребил большое количество противников, 4 марта 1945 года в бою за германский город Штадгард вместе с другими бойцами подразделения уничтожил два пулемёта и подавил ещё две огневые точки противника.
Приказом по 61-й армии 26 мая 1945 года красноармеец Нагорный Григорий Фёдорович награждён орденом Славы 2-й степени.
26-29 марта 1945 в ходе уничтожения вражеской группировки на берегу пролива Вай де-Штреве у населённых пунктов Швабах и Лангенберг, расположенных в 12-и километрах севернее города Штеттин заместитель командира стрелкового отделения 1350-го стрелкового полка красноармеец Григорий Нагорный прицельным огнём подавил три вражеских пулемёта и истребил более десяти противников, способствуя выполнению общей боевой задачи.
Приказом по 234-й стрелковой дивизии от 20 апреля 1945 года красноармеец Нагорный Григорий Фёдорович повторно награждён орденом Славы 3-й степени.
В 1948 году демобилизован. Вернулся на родину. Член ВКП/КПСС с 1951 года. С 1948 года работал учителем физкультуры в Даревской средней школе, председателем Даревского сельского совета, налоговым инспектором в Ляховичском районном финансовом отделе.
Указом Президиума Верховного Совета СССР от 19 августа 1955 года за образцовое выполнение заданий командования в боях с немецко-вражескими захватчиками Нагорный Григорий Фёдорович перенаграждён орденом Славы 1-й степени, став полным кавалером ордена Славы.
С 1956 года Г. Ф. Нагорный жил в городе Барановичи Брестской области Белоруссии, работал шофёром на местной автобазе. Скончался 3 ноября 1963 года, на 38-м году жизни.

## Награды
Награждён орденами Славы трёх степеней, медалями.